# Rušenje četiri zida: Antologija regionalne queer poezije
Rušenje četiri zida: Antologija regionalne queer poezije je knjiga koju su priredili pesnici Denis Ćosić i Đorđe Simić. Knjigu je objavila izdavačka kuća Hrvatsko društvo pisaca 2024. godine.

## O antologiji
Antologija Rušenje četiri zida zamišljena je kao siguran prostor za iskorak iz okvira općeprihvaćenog i tradicionalnog poimanja identiteta, ali i same poezije kao fiksnog mjesta bez mogućnosti samoodređenja i postavljanja pitanja u sveukupnoj razvodnjenosti svijeta. Ona dolazi kao protuteža potrošenim izjavama da se o ovim temama svakodnevno govori, da se silom nastoje nametnuti i da trebaju biti ostavljene za vlastita četiri zida. Ova je knjiga jednina množine i podsjetnik na ono već nebrojeno puta opjevano, što određene strukture namjerno i uvijek iznova zaboravljaju, a propovijedaju – samoodređivanje i pravo na ljubav prema sebi i drugome.

## Zastupljeni autori i autorke
U antologiji su zastupljeni pjesnikinje i pjesnici iz Bosne i Hercegovine, Crne Gore, Hrvatske, Sjeverne Makedonije, Slovenije i Srbije.
U radu su pomogli i prevoditelji - Romeo Mihaljević, Mirza Purić i Radmila Vankoska.

## Spoljašnje veze
- Knjižara Ljevak
- NOVO u Biblioteci Poezije Plus